# 亚美利坚·麦基

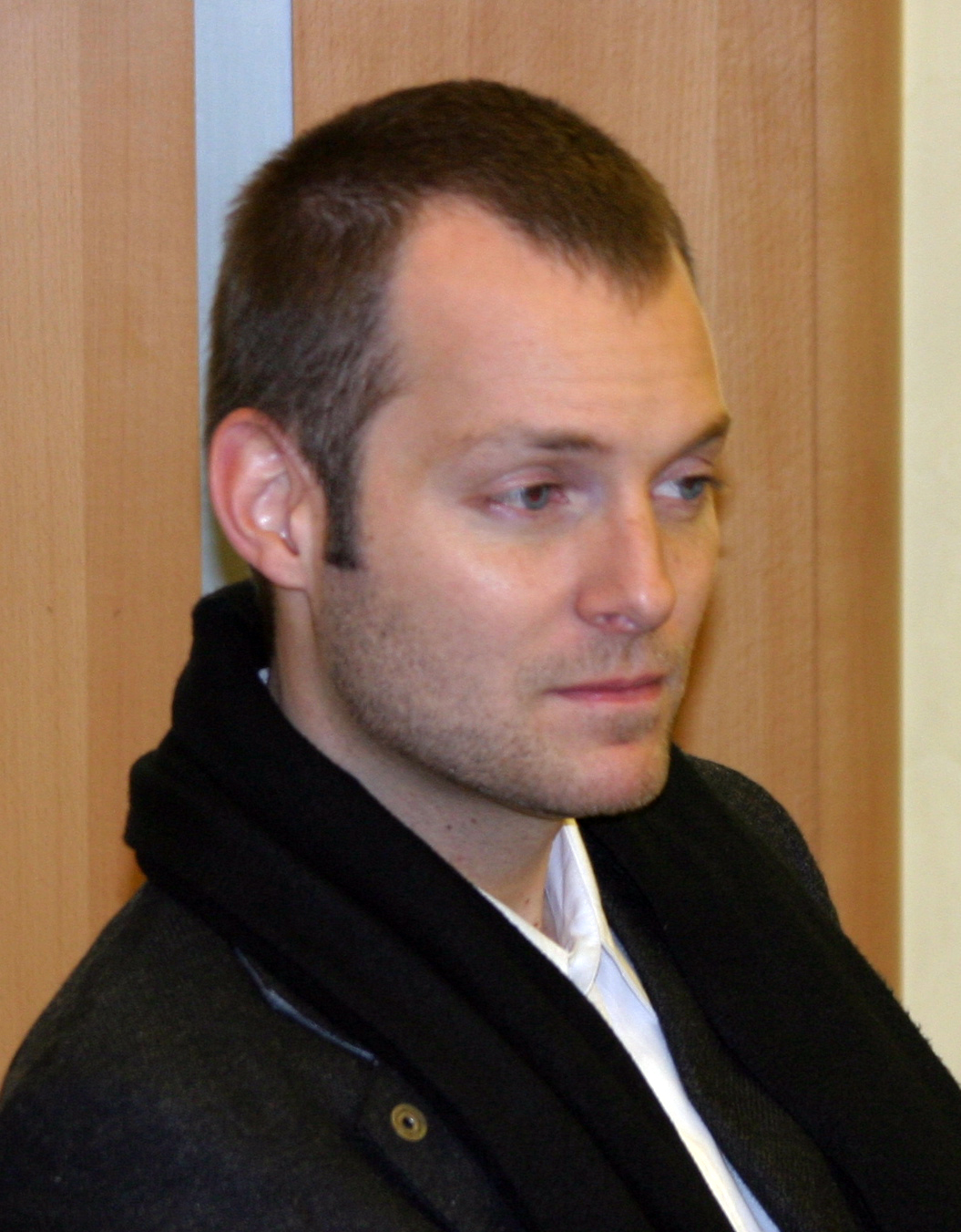
亚美利坚·麦基

亚美利坚·詹姆斯·麦基（英語：American James McGee，1972年12月13日—），是一名出生於德州达拉斯的美国電子遊戲设计师。
麦基第一个工作的公司是id Software。他当时作为关卡设计师和编程助理制做了《毁灭战士》、《毁灭战士II》、《雷神之锤》和《雷神之锤II》。1998年，他跳槽到了艺电公司，在那里他不仅协助其他工程，并且开始制作自己的游戏：《爱丽丝梦游魔境》。在制作完这款游戏后，他离开了艺电，成立了自己的公司Mauretania Import Export，并且自己任主席。
不久后麦基发布了游戏《Scrapland》，并且公布了制作《Oz》和《Grimm》两款游戏的计划。他的最后一个游戏是《Bad Day L.A.》。麦基随后决定成为一个发行商，为此他卖掉了以前制作过的游戏。他为迪士尼的影片、游戏《Oz》的电影版制作过编码，影片一直处于制作阶段中，而且官方也没有这部电影的消息。另外一部影片《Alice》也同样如此。当麦基发现自己已经无法控制这两部片子的进度的时候，他决定开始制作《Grimm》。
麦基的目标是“找到一个能在互动游戏以及电影业之间统一的制作方法”，对于他自己，他说道：“我想成为下一个华特·迪士尼，但是要比他坏一点。”
他曾经说过为什么他的名字如此之怪（亚美利坚的英文和美国相同）。“我妈喜欢抽大麻，她算个嬉皮士吧。我不知道怎么形容。”他的网站上曾经透露过一些消息：“她大学时候认识的一个女人给他的女儿起名叫作“亚美利加”，她得到了灵感，于是叫我“亚美利坚”。其实她也考虑过“奥伯纳”这个名字。她总是那么古怪，但是又充满创造力。”